# Борго Сант'Антонио (Изернија)
Борго Сант'Антонио (итал. Borgo Sant'Antonio) је насеље у Италији у округу Изернија, региону Молизе.
Према процени из 2011. у насељу је живело 9 становника. Насеље се налази на надморској висини од 802 м.